# Сюник (річка)
Сюни́к (рос. Сюнык) — річка в Удмуртії (Сюмсинський район), Росія, права притока Кільмезю.
Річка починається за 1,5 км на північний захід від колишнього села Егир. Річка спочатку тече на південь та південний схід, остання третина довжини протікає на південь. Впадає до Кільмезі навпроти села Кейлуд. Береги річки на всьому протязі заліснені, середня та нижня течії заболочені. Приймає декілька дрібних приток.
Над річкою не розташовано населених пунктів, у верхній та нижній течії збудовано автомобільні мости.